# Doosje (buurtschap)
 Doosje  (Nedersaksisch: Deusien) is een buurtschap in de gemeente Steenwijkerland, in de Nederlandse provincie Overijssel.

## Omgeving
De buurtschap is gelegen in de Kop van Overijssel ten zuidwesten van Meppel langs de provinciale weg N375 (plaatselijk bekend als de Zomerdijk) aan de noordzijde van het Meppelerdiep.
Bij Doosje was vroeger een schutsluis in de monding van de Haagjesgracht en er werd schutgeld geheven. Behalve een sluis was er ook een brug, een café of herberg waar een verfrissing kon worden gebruikt, en in vroeger dagen ook een tolhuis met slagboom over de weg Meppel-Zwartsluis.

## Naamgeving
Er zijn diverse verklaringen voor de - op z'n minst opmerkelijke - naam. Eén verklaring zegt dat de inning van schutgelden niet, zoals meestal gebeurde, met een klomp aan een touw of hengel zou hebben plaatsgevonden, maar met een kartonnen doos. Kennelijk stond juist deze sluis bekend om de inning met behulp van een doos, en was dit wellicht ook de oorsprong van de naamgeving van de buurtschap. Ook is het mogelijk, dat 'doos' op zichzelf al een aanduiding was voor een sluis(je).
Op oude kaarten komt bij de als Doosje bekende uitwatering ook de naam De Hoosjes voor. Dit zou op een andere manier verband kunnen houden met de herkomst van de naam Doosje.
De familienaam 'Doosje' stamt uit deze buurtschap.